# Landesverteidigungskommission
Die Landesverteidigungskommission war eine 1873 in Preußen gebildete militärische Behörde, die über Fragen der so genannten großen Landesverteidigung zu beraten hatte.
Große Landesverteidigung bezieht sich auf den Bau und die Schleifung von Festungen, Küstenbefestigung sowie auf Angelegenheiten, die sich auf Neu- und Umgestaltungen im Heerwesen beziehen. 
Die Landesverteidigungskommission wurde 1898 unter dem Vorbehalt aufgelöst, zur Beratung einzelner Probleme bezüglich der Landesverteidigung besondere Kommissionen einzuberufen.